# 宋桂镇
宋桂镇，是中华人民共和国广东省云浮市郁南县下辖的一个乡镇级行政单位。

## 行政区划
宋桂镇下辖以下地区：
宋桂社区、茆坡村、车岗村、茆岭村、宋桂村、宁波村、马安村和凤塘村。